# لیزا ویکاری
لیزا ویکاری (به آلمانی: Lisa Vicari) (متولد ۱۱ فوریه ۱۹۹۷) بازیگر اهل آلمان است. وی به خاطر به ایفای نقش مارتا نیلسن در سریال تاریک و نقش اصلی ایزی در فیلم ایزی و اوسی که هردو محصول نتفلیکس هستند، شناخته شده‌است.

## زندگی‌نامه
ویکاری در سال ۱۹۹۷ در مونیخ و از پدر و مادری پزشک متولد شد. وی در ده سالگی، یک دوره تئاتر بداهه را گذراند و اندکی بعد در اولین فیلم کوتاه خود، Tunnelblicke ظاهر شد. در سال ۲۰۱۰، او در فیلم کودکان Hanni & Nanni بازی کرد. سال بعد، او نقش لئونی را در فیلم دوزخ پس از آخرالزمان ایفا کرد. ویکاری در سال ۲۰۱۷ به عنوان شخصیت اصلی در فیلم خالد قیصر، لونا بازی کرد، در این فیلم او نقش نوجوانی را بازی می‌کند که پدرش یک مأمور مخفی روس است و خانواده‌اش در مقابل چشمان او نابود می‌شوند. وی از سال ۲۰۱۷ تا ۲۰۲۰ نقش مارتا نیلسن، معشوقه یوناس و خواهر میکل گمشده را در مجموعه علمی تخیلی تاریک به عهده داشت.
ویکاری در پتسدام در رشته علوم رسانه تحصیل می‌کند.
در سال ۲۰۲۰ ویکاری در کمدی رمانتیک Isi & Ossi، یکی از اولین فیلم‌های نتفلیکس آلمان، در نقش ایزی، دختر یک میلیاردر حضور داشت.

## فیلم‌شناسی
| سال  | عنوان          | نقش   | یادداشت    |
| ---- | -------------- | ----- | ---------- |
| ۲۰۰۹ | تونل بلیکه     |       | فیلم کوتاه |
| ۲۰۱۰ | ویکی فیکی      |       | فیلم کوتاه |
| ۲۰۱۰ | هانی و نانی    | سوسه  |            |
| ۲۰۱۱ | جهنم           | لئونی |            |
| ۲۰۱۱ | یکی مثل برونو  | مارن  |            |
| ۲۰۱۴ | بازی دکتر      | لیلی  |            |
| ۲۰۱۷ | لونا           | لونا  |            |
| ۲۰۱۷ | یکبار لطفاً همه | میکه  |            |
| ۲۰۱۸ | شنا            | آنته  |            |
| ۲۰۲۰ | ایسی و اوسی    | ایسی  |            |

| سال       | عنوان                             | نقش           | یادداشت                                                          |
| --------- | --------------------------------- | ------------- | ---------------------------------------------------------------- |
| ۲۰۱۱      | Und dennoch lieben wir            | تسا           | فیلم تلویزیونی                                                   |
| ۲۰۱۳      | زیر ورداشت                        | نادین اشمولزر | قسمت: "Ohne Vergebung"                                           |
| ۲۰۱۴      | مرگ خانم رئیس                     | ونسا ویلسکی   | قسمت: Tod eines Lehrers "                                        |
| ۲۰۱۶      | SOKO مونیخ                        | جنی سایبر     | قسمت: "Das Halstuch"                                             |
| ۲۰۱۷      | Zwei Sturköpfe im Dreivierteltakt | سوفی گریم     | فیلم تلویزیونی {{سخ}} همچنین به Zwei Tänzer für Isolde معروف است |
| ۲۰۱۷      | تاتور                             | جاسنا نمک     | قسمت: "آمور چهار"                                                |
| ۲۰۱۷–۲۰۲۰ | تاریک                             | مارتا نیلسن   | نقش اصلی                                                         |

## جوایز و نامزدی‌ها
- جایزه بهترین استعداد جوان در جوایز New Faces برای نقش لئونی در جهنم (2011)[۶]
- نامزد دریافت جایزه سینمای جوان آلمان در جشنواره فیلم مونیخ برای بازی در فیلم Luna (2017)